# Nivelliomorpha inequalithorax
Nivelliomorpha inequalithorax är en skalbaggsart som först beskrevs av Maurice Pic 1902.  Nivelliomorpha inequalithorax ingår i släktet Nivelliomorpha och familjen långhorningar. Inga underarter finns listade i Catalogue of Life.